# 董正官
董正官（1798年6月23日—1853年9月16日），字鈞伯，又字訓之，號史城、質甫，雲南太和（大理）人，清朝政治人物，同進士出身。

## 生平
道光十三年（1833年）登癸巳科進士，歷任福建安溪縣、長泰縣、霞浦縣、雲霄廳等知縣，期間嚴守海疆、熱心辦學、勤察辦案，道光十四（1834年）以優異政績提升為雲霄廳同知。道光二十九年（1849年）十一月十七日，升任台灣府撫民理番通判，又授噶瑪蘭廳通判。咸豐三年（1853年）朝廷因軍糧不濟，向富紳籌借勸募並向民間收購倉穀，因而刺激米價高漲，引發民怨。且官方收購價格過低，勢同變相徵收，造成官逼民反局勢。當時吳磋、林汶英召集群眾以梅州（今宜蘭市梅州里）為據點，抗拒官府賤價蒐購糧食。八月十四日夜，董正官會同營都司劉紹春圍捕吳磋等義民，當時義首林汶英通知吳磋防範，吳磋乃派王強等人埋伏於斗門頭樹林，待董正官通過時將其刺殺並割斷首級。之後首級滾落到韭菜園裡，是台灣俗諺“董大老吃韭”、“董大老死埤口──有功打無勞 ”的來源。事聞旌忠烈予雲騎尉，世職恩騎尉世襲，誥授奉政大夫。